# Stroop - Journey into the Rhino Horn War
STROOP - Journey into the Rhino Horn War es un documental sudafricano de 2018 sobre la caza furtiva de rinocerontes realizado por las cineastas novatas Bonné de Bod, presentadora de vida salvaje de SABC y Susan Scott, directora de fotografía. El título "Stroop" se refiere a la palabra afrikáans para cazar furtivamente. Presentada por de Bod, la película también cuenta con la participación de Trang Nguyen, Jane Goodall y Karen Trendler. Se estrenó en el Festival de Cine Verde de San Francisco en septiembre de 2018 antes de recibir un estreno en cines en Sudáfrica. Fue estrenada digitalmente en todo el mundo el 12 de febrero de 2019.

## Sinopsis
Inicialmente concebido como un proyecto de seis meses, la película sobre la crisis de la caza furtiva de rinocerontes se extiende a cuatro años cuando Bonné de Bod y Susan Scott se dan cuenta de la magnitud de la situación. La pareja obtuvo acceso a los guardabosques de vida silvestre en primera línea en los parques nacionales de Sudáfrica y luego recopilaron imágenes secretas mientras viajaron a China y Vietnam para seguir la cadena de oferta y demanda. Se analizan las motivaciones detrás del consumo de cuerno de rinoceronte en Asia y cómo el sistema de justicia penal de Sudáfrica está respondiendo al desafío.

## Recepción
Anton Crone se hizo eco del sentimiento al escribir en el Sunday Times que "Este es el documental más emotivo que he visto en mi vida y creo que 'STROOP' (afrikáans para 'caza furtiva') alterará el curso de la conservación de los rinocerontes". También recibió varios premios de festivales, incluido el premio Green Tenacity Award otorgado por los jueces del Festival de Cine Verde de San Francisco antes de su estreno.
Fue elegida para inaugurar el Festival de Cine de Vida Silvestre de Róterdam en octubre de 2018. También ganó el premio Flamingo del festival y el jurado concluyó que "es una película impresionante e impactante. El jurado cree que los realizadores, guiados por el gran personaje principal Bonné de Bod, han logrado mostrarnos la inmensa complejidad del problema de la caza furtiva de rinocerontes. Este cuerpo de trabajo es un llamado a la acción muy poderoso y emocional".
La película, que se proyectó en horario de máxima audiencia en Hong Kong, también fue proyectada por el poder judicial del país asiático como parte de un taller de aplicación. Al taller asistieron legisladores, académicos de universidades de Hong Kong, equipos forenses gubernamentales, especialistas en justicia penal y representantes del departamento de justicia, así como de la Oficina de Naciones Unidas contra la Droga y el Delito, el consejero real de Inglaterra y Hong Kong bajo la secretaría de medio ambiente.